# Томислав Николич
То̀мислав Нѝколич (на сръбски: Томислав Николић или Tomislav Nikolić) е сръбски и югославски политик, бивш президент на Сърбия.
Бил е заместник-председател на Сръбската радикална партия (СРП), която ръководи при отсъствието на нейния председател Воислав Шешел, бивш президент на Сърбия, съден за военни престъпления в Хага.

## Биография
Има специалност строителен техник, след като завършва средно техническо училище в Крагуевац. Веднага постъпва в Юридическия факултет в Крагуевац (1970), но прекъсва (1971). Незавършването му на висше образование става митическо – говори се, че имал поръчение от лидера на партията Войслав Шешел да не остане „вечен студент“; в негова официална биография (на сайта на парламента) се появява твърдение, че е завършил факултет по мениджмънт, но не се посочват година и място – предполага се, че в Крагуевац.Лазић, Александар. Томислав Николић – радикални напредњак //   nspm.rs, 2 юни 2011 г. Посетен на 14 декември 2020 г. (на сръбски)
Скоро след прекъсването на следването (1971) постъпва на работа в местното строително предприятие „Жеграп“. Строи пътища и тунели. Ръководи строителството на Железопътна линия Белград - Бар, строи в градовете Майданпек, Прибой, Приеполе, Требине, Белград. Във фирма „22 декември“ (Крагуевац) оглавява инвестиционно звено (1978 – 1990), после е технически директор на общинското предприятие „Градско гробище“ в Крагуевац (1990 – 1992).
Като младеж е активист в Съюза на социалистическата младеж на Югославия, а като навършва пълнолетие, става член на Югославската комунистическа партия от 1970 до 1990 г. С политика започва активно да се занимава по време на политическата криза и разпада на Югославия. Първоначално е заместник-председател на възстановената Народна радикална партия (1990 – 1991). Встъпва в новосъздадената СРП през 1991 г. и бързо става неин пръв заместник-председател. Избиран е в парламента. През 1998 г. става заместник министър-председател на Република Сърбия, а през 1999 г. – заместник министър-председател на Съюзна република Югославия.
Участва в изборите за президент на Югославия през 2000 г., заемайки 3-то място след Слободан Милошевич и Воислав Кощуница. На изборите за президент на Сърбия през 2004 г. набира 30,1 % в първия тур, 45,4 % във втория (отстъпвайки пред Борис Тадич). На 8 май 2007 г. е избран за председател на Народната скупщина – парламента на Сърбия, но подава оставка още на 13 май същата година.
На изборите за президент на Сърбия на 3 февруари 2008 г. постига още по-внушителен резултат – 37 % на първия тур и над 49 % на втория, като буквално само няколко хиляди гласа не му достигат до президентския пост.
На 7 септември 2008 г. Николич подава оставка от поста заместнек-председател на Сръбската радикална партия поради разногласия със съпартийци. На 21 октомври същата година създава новата Сръбска прогресивна партия и е избран за неин лидер.
На изборите за президент на Сърбия през 2012 г. събира 24,99 % в 1-вия тур, отстъпвайки на Борис Тадич, обаче във 2-рия тур го побеждава, събирайки 49,4 % от гласовете, и става президент на Сърбия.
На изборите за президент на Сърбия на 2 април 2017 г. не участва поради загуба на подкрепа от своята Сръбска прогресивна партия.
Автор е на редица книги, предимно за политика.
Женен е за Драгица Николич, имат 2 сина – Радомир (кмет на Крагуевац, 2014 – 2020) и Бранислав (играч и треньор по футбол.

## Политика
Кампания за президентски избори 2008
Томислав Николич се застъпва за укрепване на дружбата между Сърбия и Руската федерация. В предизборната си кампания за президент същата година заявява, че ако спечели, ще се стреми да присъедини Сърбия към съюза Русия-Беларус. По отношение на Европейския съюз негов основен принцип е, че не той е нужен на Сърбия, а Сърбия е нужна нему; казва, че „Сърбия е дупка в персийския килим на ЕС, която той ще се стреми да съшие със златни конци“.
Кампания за парламентарни избори 2008
В навечерието на изборите за парламент на 11 май 2008 г. политическата ситуация е изострена: Народният блок на премиера Кощуница и „Нова Сърбия“ предпочитат да не горят мостовете след себе си, след като Кощуница изразява публично несъгласие с позицията на Тадич по въпроса за Косово.
Тази стъпка от „Народния блок“ отдавна чака и Сръбската радикална партия, чийто заместник-председател Томислав Николич още в средата на март заявява за възможността да предостави на тогавашния премиер Воислав Кощуница за избор 2 възможности: да възглави ново правителство или да назначи в него много министри, което изразява готовността му за коалиция, за да се осуети нов мандат на управление на прозападната партия на Тадич, която от своя страна е изказала готовност за коалиция с всички партии в парламента, но не и със СРП.
В позицията към Европейския съюз основни принципи са следните:
- Партията му не е против сключването на съглашения с ЕС, а изисква според конституцията на страната във всяко от тях да се съдържа положение за това, че тяхното действие се разпространява на цялата територия на Сърбия, включително Косово. А в съглашението, подписано набързо и предизборно на 29 април в Люксембург, това не е така. Като пример за съглашение посочва подписаното с Кипър, потвърждаващо неговия държавен суверенитет и заявяващо, че Кипър ще стане член на ЕС като единно цяло.
- Този документ от Люксембург според Николич, явявайки се политическа спекулация на Демпартията на Тадич и ориентираните към нея СМИ, отвлича вниманието на публиката от проблеми като нищетата, подкупността, унищожаването на сръбските банки, във финасовия сектор, промишлеността и селското стопанство.
- Цитирайки европейски източници, според които Сърбия ще може да встъпи в ЕС не по-рано от 2025 г., Николич заявява, че „възнамерява да развива отношенията с истинските приятели на Сърбия, сред които ключово място принадлежи на Русия“. Сред тях той споменава КНР, Индия, арабския свят и Латинска Америка. Условието за развитие на такива отношения с ЕС е той да води преговори със Сърбия, а не с частта от нея без Косово.
- Обещава, че след 11 май 2008 г. нито един сърбин няма да бъде обвиняван в Хага, нито предаден на тамошния трибунал.

Позиция към Русия:
- Томислав Николич предлага разполагане на руска военна база в Сърбия, т.е. военно-политическо сътрудничество. Интересен факт, разкрит от Николич, е, че между двата тура на отминалите президентски избори Тадич се намира в Русия, за да се види с Владимир Путин, а днес отказва да ратифицира съглашението за енергийно сътрудничество, подписано по това време[4].

Особено ненавистна за него личност е председателят на предишната Сръбска скупщина Оливер Дулич, чието изказване Николич цитира: „Според изказване на Дулич, което направил при посещение в Нидерландия, сърбите били най-големите престъпници във войната на Балканите“.
В случай на възможно създаване на проруско ориентирана коалиция СРП – ДПС (Демократическата партия на Кощуница) – СПС (на Милошевич) има сериозни основания да се смята, че „в страната е възможен опит за прозападен преврат, режисиран от Вашингтон“.